# Saint-Brice-sous-Rânes
Saint-Brice-sous-Rânes é uma comuna francesa na região administrativa da Normandia, no departamento Orne. Estende-se por uma área de 9,71 km². Em 2010 a comuna tinha 139 habitantes (densidade: 14,3 hab./km²).